# Chora Não Coração
"Chora Não Coração" é uma canção da cantora brasileira Joelma, gravada para seu álbum de estreia autointitulado, Joelma (2016). Foi composta por Marcibrom, sendo produzida pela própria intérprete em conjunto com Tovinho. Uma versão ao vivo, contida em seu primeiro álbum ao vivo Avante (2017), foi lançada como o segundo single do projeto em 3 de outubro de 2017 através da Universal Music.

## Antecedentes e lançamento
"Chora Não Coração" é a segunda faixa do álbum de estreia autointitulado de Joelma, lançado em 29 de abril de 2016 através da Universal Music. A canção foi incluída no repertório do seu primeiro álbum ao vivo, Avante, gravado em 9 de novembro de 2016 na casa de shows Coração Sertanejo, em São Paulo, e lançado em 28 de abril de 2017. Escolhida para dar continuidade a divulgação de Avante, a faixa tornou-se o segundo single do álbum e foi enviada para as estações de rádio em 3 de outubro de 2017.

## Apresentações ao vivo
Joelma cantou "Chora Não Coração" ao vivo em várias ocasiões durante a promoção do álbum em 2017, principalmente em programas de televisão. Ela fez a primeira apresentação televisionada da canção no Hora do Faro em 23 de abril de 2017, apesar de não ter sido lançada de fato nesta época. Em 23 de maio, a faixa foi incluída no repertório da cantora no Música Boa Ao Vivo. Em 26 de julho, ela cantou a canção no Gugu, juntamente com "Amor Novo" e "Não Teve Amor". Em outubro, após o seu lançamento oficial, o single foi apresentado no Programa da Sabrina, Programa do Ratinho e Adnight Show. Em novembro, performou a canção no Legendários e no Domingo Show. Em dezembro de 2017, interpretou a canção no Programa do Porchat, Família Record, Programa Raul Gil e novamente no Hora do Faro.